# Авангард (стадіон, Мерефа)
Стадіон «Авангард» — знаходиться у місті Мерефа Харківської області. Має місткість у 350 глядачів.

## Історія

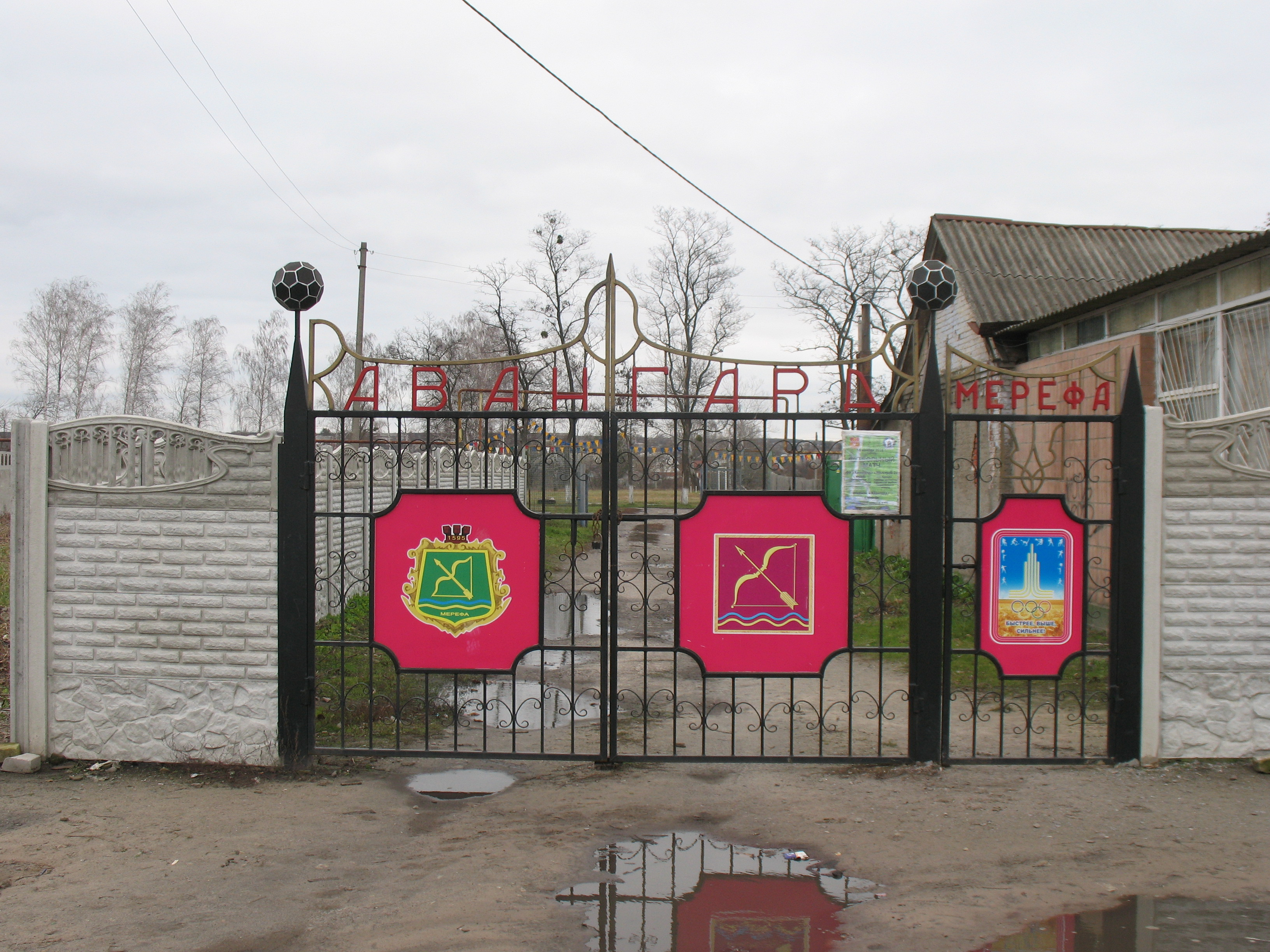
Брама стадіону

Стадіон був побудований бельгійськими господарями Мереф'янської скляного заводу в 1912 році. Футбольне поле було споруджено згідно з правилами й технологіями дренажної системи та покриття, тому впродовж XX століття вважалося одним з найкращих в області.
Перший матч на стадіоні відбувся влітку 1912 року: зустрічалися команди Мереф'янського скляного та Будянського фаянсового заводів. Головним арбітром був син власника Будянської фабрики — Кузнецов, член ради Харківської колегії суддів у 1911—1917 роках.
У 1923 році стадіон був реконструйований, а після завершення Німецько-радянської війни перебудований знову й відновлений як культурно-спортивний комплекс.
Мереф'янське  футбольне поле використовувалося як штатне для підготовки команд майстрів до матчів в Харкові. Від 1952 до 1964 роки на Мереф'янському стадіоні проводили передматчеві тренування київське «Динамо», московські «Спартак», «Динамо», «Торпедо», «Локомотив», «Динамо» (Тбілісі), ленінградські «Зеніт» та «Адміралтієць», «Крила Рад» (Куйбишев), СКА (Ростов), «Пахтакор» та інші.
У 1952 році Мереф'янський стадіон бачив Лева Яшина в офіційному матчі дублюючих складів.
У 1970-і роки на Мереф'янському стадіоні проводив календарні матчі дубль «Металіста».
У середині 1990-х років стадіон було передано з балансу збанкрутілого скляного заводу на баланс Мереф'янської міськради, а футбольний клуб «Авангард» був змушений знятися з чемпіонату України й першості області, та через брак коштів заявитися в чемпіонат району. Від стадіону залишилися тільки поле й цегляна роздягальня довоєнної побудови. Спортивне й архітектурно-паркове обладнання повністю зникло.
У 2005—2008 роках тут проводили весняні тренування «Металіст» і «Геліос», а у квітні 2009 року тренувалися львівські «Карпати».
Існує план реконструкції стадіону й відновлення спортивної інфраструктури. Від весни 2011 року проведена підготовка території під будівництво майданчиків для мініфутболу, тенісу, хокею. Розчищена та огороджена територія. Модернізуються роздягальні. Капітально відновлені душові з гарячою водою, санвузол, лазня, суддівська.

## Розташування
Стадіон розташований поруч з вокзалом станції Мерефа та примикає до території склозаводу.

## Цікаві факти
Стадіон «Авангард» в Мерефі — єдиний стадіон у Харківській області, який залишилися з дореволюційних часів та використовується за призначенням.